# Monthly Dengeki Comic Gao!
Monthly Dengeki Comic Gao! (月刊電撃コミックガオ!, Gekkan Dengeki Komikku Gao!) est un magazine de prépublication de mangas mensuel de type shōnen publié par MediaWorks entre décembre 1992 et février 2008,.